# Rosa Entius
Rosa Entius (* 17. September 2003) ist eine niederländische Volleyballspielerin.

## Karriere
Entius spielte 2020/21 in ihrer Heimat bei VV Dinto. Von 2021 bis 2024 war sie bei Friso Sneek aktiv und gewann hier zweimal in Folge die niederländische Meisterschaft. Die Mittelblockerin spielte 2023 auch in der niederländischen Juniorinnen-Nationalmannschaft. 2024 wurde Entius vom deutschen Bundesligisten USC Münster verpflichtet. Ein Jahr später wechselte sie zum Ligakonkurrenten Dresdner SC.